# Iglesia de la Trinidad Vivificante
La Iglesia de la Trinidad Vivificante es una iglesia ortodoxa rusa en Jongbaek-dong, distrito de Rangrang en Pionyang, Corea del Norte. Es la primera y única iglesia ortodoxa en dicho país.

## Historia
Kim Jong-il había expresado el deseo de construir una iglesia ortodoxa rusa en Corea del Norte después de un viaje al Extremo Oriente ruso en 2002. Kim visitó la iglesia de San Inocencio de Irkutsk en Jabárovsk el 22 de agosto de ese año y admiró su arquitectura y los ritos ortodoxos rusos.
No había sacerdotes ortodoxos orientales en el país, por lo que el Comité Ortodoxo de la República Popular Democrática de Corea estableció en 2002 se puso en contacto con la Iglesia Ortodoxa Rusa. El comité envió cuatro estudiantes al Seminario Eclesiástico de Moscú en abril de 2003. Los cuatro eran cristianos recién bautizados que habían trabajado anteriormente para el servicio de inteligencia de Corea del Norte. Uno de ellos, Feodor Kim (Kim Hoe-il), dijo que era difícil para ellos adoptar la fe ortodoxa. Después del seminario, fueron enviados a Vladivostok para adquirir experiencia práctica.
Andréi Kárlov, entonces embajador de la Federación Rusa en Corea del Norte, tuvo un rol importante en el establecimiento de la iglesia, gestionando con el Kim Jong-il. Por sus aportes fue galardonado con la Orden de Serafín de Sarov, en su 3.º grado.
La ceremonia de inauguración se celebró el 24 de junio de 2003, siendo consagrada en 2006 con la presencia de líderes religiosos y políticos rusos.

## Labor
La iglesia está presidida por el rector Feodor Kim (Kim Hoe-il) y el diácono John Ra (Ra Gwan-chol), graduados del seminario teológico en Moscú. Tiene una parroquia propia y está bajo el Patriarcado de Moscú y toda Rusia.
El santuario está consagrado con una reliquia de Sergio de Rakvere y también tiene un icono de la Santísima Trinidad. Se reporta que muy pocas personas asisten.